# Droit commercial islamique
 (février 2024).
Si vous disposez d'ouvrages ou d'articles de référence ou si vous connaissez des sites web de qualité traitant du thème abordé ici, merci de compléter l'article en donnant les références utiles à sa vérifiabilité et en les liant à la section « Notes et références ».
 (septembre 2023).
Islamic Commercial Law (Français : Le droit commercial islamique) est un livre qui a été écrit par Mohammad Hashim Kamali, professeur de droit à l'Université islamique internationale de Kuala Lumpur, Malaisie. Le livre analyse des options et des contrats à terme qui sont utilisés par les gens islamiques de point de vue de la charia.
Le livre comporte trois parties : la première décrit le commerce des produits dérivés séculaires. La deuxième partie discute la question de si le commerce à terme est permis par la loi islamique de la charia, et elle a conclu qu'il l'avait été grâce au principe de maslaha, c'est-à-dire il s'accord avec l'intérêt public. La troisième partie du livre trouve la même conclusion.